# Milanówek Graniczna
Milanówek Graniczna – zlikwidowana stacja kolejowa Warszawskiej Kolei Dojazdowej w Milanówku, w powiecie grodziskim w województwie mazowieckim, w Polsce. Położona na linii kolejowej z Milanówka Grudowa do Milanówka WKD. Linia ta została ukończona w 1936 roku. Linia ta została rozebrana w 1995 roku.